# Dave King (cầu thủ bóng đá, sinh năm 1940)
David John King (24 tháng 10 năm 1940 - 16 tháng 7 năm 2010) là một cầu thủ bóng đá người Anh thi đấu ở vị trí tiền đạo ở Football League cho Hull City, và ở bóng đá non-League cho King's Lynn.